# Purchasing Managers Index
Purchasing Managers' Index, PMI – wskaźnik aktywności finansowej stworzony przez Markit Group i Institute for Supply Management of financial activity. Ma on na celu odzwierciedlenie aktywności managerów nabywających różnego rodzaju dobra i usługi. 

## Charakterystyka
Główny Indeks PMI jest średnią ważoną poszczególnych podindeksów (produkcji, nowych zamówień, zatrudnienia etc.) i może przybierać wartości od 0 do 100. Zwykle wskaźnik ten przyjmuje wartość między 40 a 60 pkt. Wartości wyższe, niż 50 pkt. sygnalizują wzrost aktywności ekonomicznej w badanym sektorze, a poniżej jej spadek. 
Dane potrzebne do uzyskania wskaźnika są pobierane z anonimowych ankiet, przesyłanych przez managerów z różnych dziedzin gospodarki. Przy obliczaniu PMI brane są pod uwagę między innymi: stan produkcji przemysłowej, ilość i koszt prowadzonej działalności usługowej, aktywność w sektorze budownictwa oraz rezultat prowadzonej działalności w skali całego rynku. Poszczególne elementy mogą się różnić, w zależności od charakterystyki wybranej branży.
Istnieją: 
- Global Manufacturing PMI (wskaźnik dot. świata)
- Eurozone Manufacturing PMI (wskaźnik strefy euro)[3]